# Clóvis Frainer

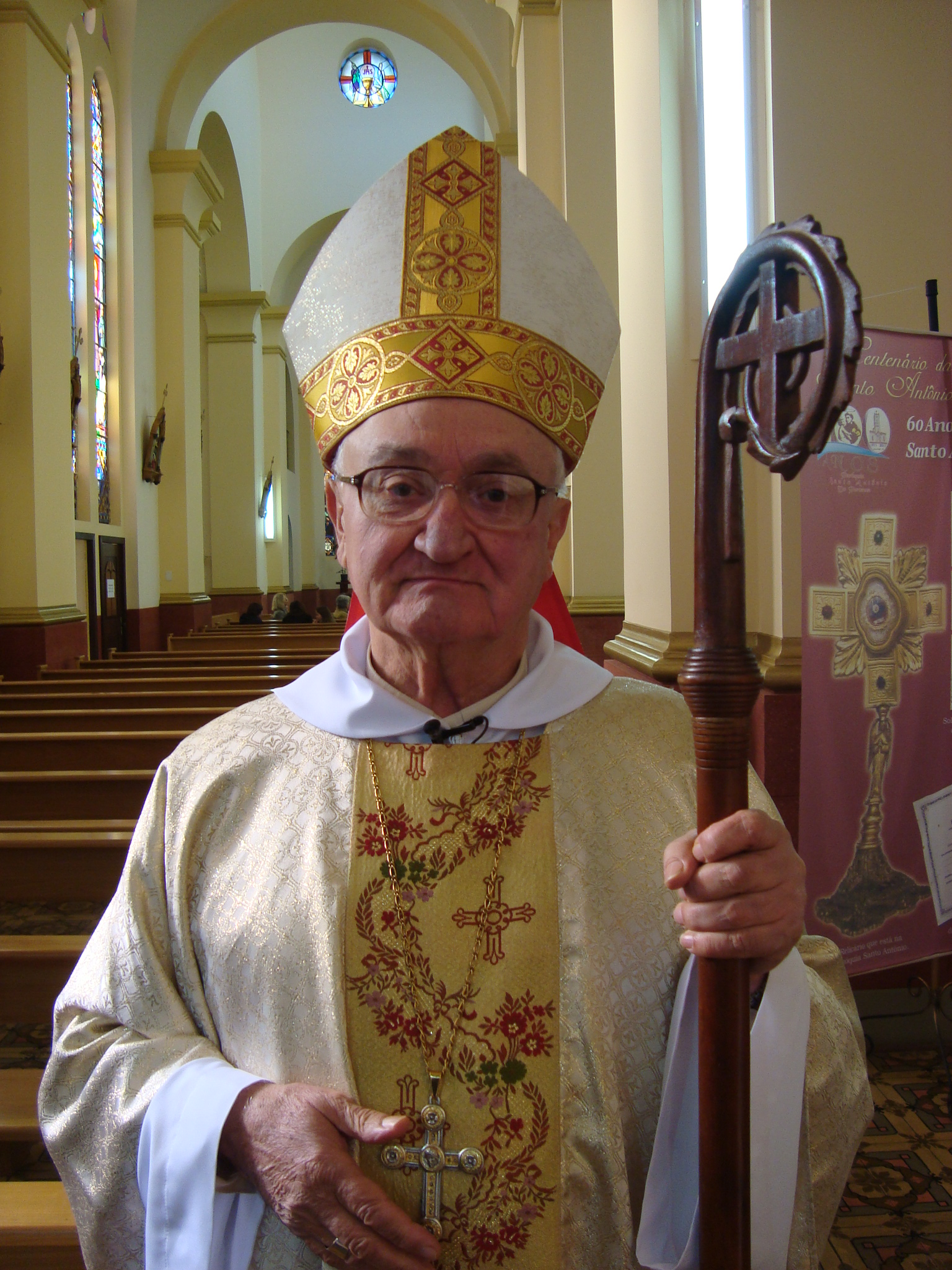
Clóvis Frainer (2011)

Clóvis Frainer OFMCap (* 23. März 1931 in Veranópolis, Rio Grande do Sul; † 4. April 2017 in Caxias do Sul) war ein brasilianischer Ordensgeistlicher und römisch-katholischer Erzbischof von Juiz de Fora.

## Leben
Clóvis Frainer trat der Ordensgemeinschaft der Kapuziner bei und der Erzbischof von Porto Alegre, Alfredo Vicente Scherer, weihte ihn am 27. März 1955 zum Priester.
Papst Paul VI. ernannte ihn am 3. Januar 1978 zum ersten Prälaten der mit gleichem Datum errichteten Territorialprälatur Coxim. Der Apostolische Nuntius in Brasilien, Erzbischof Carmine Rocco, spendete ihm am 9. April desselben Jahres die Bischofsweihe; Mitkonsekratoren waren Benedito Zorzi, Bischof von Caxias do Sul, und Antônio Barbosa SDB, Bischof von Campo Grande. Als Wahlspruch wählte er EVANGELIZARE MISIT ME.
Am 5. Januar 1985 wurde er durch Papst Johannes Paul II. zum Erzbischof von Manaus und am 22. Mai 1991 wurde er zum Erzbischof von Juiz de Fora ernannt. Am 28. November 2001 nahm Johannes Paul II. seinen Rücktritt aus gesundheitlichen Gründen an.